# فهرست هواپیماهای مسافربری منطقه‌ای
این مقاله فهرستی از هواپیماهای مسافربری غیرنظامی کوتاه‌برد تجاری "منطقه‌ای" با تعداد تولید قابل توجه است. هواپیماهای منطقه‌ای معمولاً کمتر از ۱۰۰ مسافر را در خود جای می‌دهند.

## در حال تولید
| هواپیما                                              | نوع        | تعداد صندلی | صندلی‌ها در هر ردیف | معرفی              | پایان تولید           | تعداد تولید شده | سازنده            | فعال (سفارش‌ها) |
| ---------------------------------------------------- | ---------- | ----------- | ------------------ | ------------------ | --------------------- | --------------- | ----------------- | -------------- |
| ایرباس ای۲۲۰                                         | جت منطقه‌ای | ۱۰۸–۱۶۰     | ۵                  | ۲۰۱۶               | در حال تولید          | ۹۸              | کانادا            | ۱۱۲ (۳۶۸)      |
| آنتونوف-۱۴۰                                          | توربوپراپ  | ۵۲          | ۴                  | ۲۰۰۲               | در حال تولید          | ۳۵              | اوکراین           | ۱              |
| آنتونوف ای‌ان-۱۴۸                                     | جت         | ۶۸–۹۹       | ۵                  | ۲۰۰۹               | در حال تولید          | ۴۲              | اوکراین           | ۷              |
| ای‌تی‌آر ۴۲                                            | توربوپراپ  | ۴۰–۵۲       | ۴                  | ۱۹۸۵               | در حال تولید          | ۴۷۰             | فرانسه و ایتالیا  | ۲۵۱ (۲۰)       |
| ای‌تی‌آر ۷۲                                            | توربوپراپ  | ۶۸–۷۴       | ۴                  | ۱۹۸۹               | در حال تولید          | ۱۰۰۰            | فرانسه و ایتالیا  | ۸۷۹ (۱۱۸)      |
| دی هاویلند کانادا دش ۸                               | توربوپراپ  | ۳۷–۹۰       | ۴                  | ۱۹۸۴               | در حال تولید          | ۱۲۴۴            | کانادا            | ۸۳۰ (۱۵)       |
| بریتن-نورمن بی‌ان-۲ آیلندر                            | چندمنظوره  | ۹           | ۲                  | ۱۹۶۷               | در حال تولید          | ۱۲۸۰            | بریتانیا          | (?)            |
| CASA C-212 Aviocar                                   | چندمنظوره  | ۲۶          | ۳                  | ۱۹۷۴               | در حال تولید          | ۵۸۳             | اسپانیا           | (?)            |
| کاسا/آی‌پی‌تی‌ان سی‌ان-۲۳۵                               | توربوپراپ  | ۵۱          | ۴                  | ۱۹۸۸               | در حال تولید          | ۳۴۱             | اسپانیا و اندونزی | (?)            |
| سسنا ۲۰۸ کاروان                                      | چندمنظوره  | ۱۳          | ۳                  | ۱۹۸۴               | در حال تولید          | ۲٬۵۰۰           | ایالات متحده      | (?)            |
| کوماک ای‌آرجی۲۱                                       | جت         | ۷۸–۱۰۵      | ۵                  | ۲۰۱۶               | در حال تولید          | ۹               | چین               | ۳۱ (۲۰۸)       |
| دی هاویلند کانادا دی‌اچ‌سی-۶ توئین اوتر (وایکینگ -۴۰۰) | چندمنظوره  | ۱۹          | ۳                  | ۲۰۱۰               | در حال تولید          | ۱۴۱             | کانادا            | ۳۱۵ (۸)        |
| دورنیه دو ۲۲۸ و دورنیه ۲۲۸ال‌جی                       | چندمنظوره  | ۱۹          | ۲                  | ۱۹۸۲               | در حال تولید          | ۳۷۰             | آلمان             | ۶۰             |
| خانواده امبرائر ئی-جت ئی۲                            | جت         | ۸۰–۱۴۶      | ۴                  | ۲۰۱۸               | در حال تولید          | ۸               | برزیل             | ۲۳ (۱۰۸)       |
| خانواده امبرائر ئی-جت                                | جت         | ۶۶–۱۲۴      | ۴                  | ۲۰۰۴               | در حال تولید          | ۱۴۱۴            | برزیل             | ۱۴۴۳ (۱۶۱)     |
| هاربین وای-۱۲                                        | چندمنظوره  | ۱۷          | ۳                  | ۱۹۸۵               | در حال تولید          | ۱۰۵ (?)         | چین               | (?)            |
| ایلیوشین ایل-۱۱۴                                     | توربوپراپ  | ۵۲–۶۴       | ۴                  | ۱۹۹۸               | در حال تولید          | ۲۰              | روسیه             | (?)            |
| لت-۴۱۰                                               | چندمنظوره  | ۱۹          | ۳                  | ۱۹۷۰               | در حال تولید          | ۱۲۰۰            | جمهوری چک         | ۱۷۸ (۳)        |
| میتسوبیشی اسپیس‌جت                                    | جت         | ۶۹–۹۲       | ۴                  | ۲۰۲۰ (حدودی)       | در حال تولید          | ۴               | ژاپن              | ۰ (۲۰۳)        |
| NAL Saras                                            | Propfan    | ۱۴–۱۹       | ۲                  | ۲۰۰۴ (پیشنهاد طرح) | ۲۰۲۵ (برنامه‌ریزی شده) | ۲               | هند               | ۱۵ (۴۵)        |
| PZL M28 Skytruck                                     | چندمنظوره  | ۱۸          | ۳                  | ۱۹۹۳               | در حال تولید          | ۳۹              | لهستان            | (?)            |
| سوخو سوپرجت ۱۰۰                                      | جت         | ۸۷–۱۰۸      | ۵                  | ۲۰۱۱               | در حال تولید          | ۱۵۹             | روسیه             | ۱۳۱ (۴۵)       |
| شیان وای-۷ / ام‌ای۶۰ / ام‌ای۶۰۰                        | توربوپراپ  | ۵۲–۶۲       | ۴                  | ۱۹۸۴               | در حال تولید          | ۲۳۱             | چین               | ۵۱ (۳۰)        |

## توقف تولید
| هواپیما                                                | نوع       | تعداد صندلی | صندلی‌ها در هر ردیف | معرفی | پایان تولید | تعداد تولیدشده | سازنده       | تعداد فعال |
| ------------------------------------------------------ | --------- | ----------- | ------------------ | ----- | ----------- | -------------- | ------------ | ---------- |
| آنتونوف-۲۴                                             | توربوپراپ | ۴۰–۵۰       | ۴                  | ۱۹۶۲  | ۲۰۱۲        | ۱۲۶۴           | اوکراین      | ۹۷         |
| بریتیش ایروسپیس ۱۴۶/آورو آرجِی                          | جت        | ۷۰–۱۱۲      | ۵                  | ۱۹۸۳  | ۲۰۰۱        | ۳۸۷            | بریتانیا     | ۱۱۹        |
| بریتیش ایروسپیس ای‌تی‌پی                                 | توربوپراپ | ۶۴          | ۴                  | ۱۹۸۸  | ۱۹۹۶        | ۶۴             | بریتانیا     | ۲۰         |
| بریتیش ایروسپیس جت‌استریم                               | چندمنظوره | ۱۹          | ۳                  | ۱۹۸۲  | ۱۹۹۳        | ۳۸۶            | بریتانیا     | ۱۰۱        |
| بریتیش ایروسپیس جت‌استریم ۴۱                            | توربوپراپ | ۲۹–۳۰       | ۳                  | ۱۹۹۲  | ۱۹۹۷        | ۱۰۰            | بریتانیا     | ۵۴         |
| بیچ‌کرفت ۱۹۰۰                                           | چندمنظوره | ۱۹          | ۲                  | ۱۹۸۴  | ۲۰۰۲        | ۶۹۵            | ایالات متحده | ۳۴۱        |
| بیچ‌کرفت مدل ۹۹                                         | توربوپراپ | ۱۵          | ۲                  | ۱۹۶۸  | ۱۹۸۷        | ۷۰۰            | ایالات متحده | ۱۰۷        |
| بوئینگ ۷۱۷                                             | جت        | ۱۰۶–۱۱۷     | ۵                  | ۱۹۹۹  | ۲۰۰۶        | ۱۵۶            | ایالات متحده | ۱۴۵        |
| Bombardier CRJ100/200                                  | جت        | ۵۰          | ۴                  | ۱۹۹۲  | ۲۰۰۶        | ۱۰۲۱           | کانادا       | ۶۲۱        |
| بمباردیه سی‌آرجی ۷۰۰/۹۰۰/۱۰۰۰                           | جت        | ۶۶–۱۰۴      | ۴                  | ۲۰۰۱  | ۲۰۲۰        | ۹۲۴            | کانادا       | ۸۲۵ (۱۲)   |
| بریتن-نورمن تری‌آیلندر                                  | چندمنظوره | ۱۶–۱۷       | ۲                  | ۱۹۷۱  | ۱۹۸۲        | ۷۲             | بریتانیا     | ۴          |
| de Havilland Canada Dash 7                             | توربوپراپ | ۵۰          | ۴                  | ۱۹۷۸  | ۱۹۸۸        | ۱۱۳            | کانادا       | ۲۱         |
| دی هاویلند کانادا دی‌اچ‌سی-۶ توئین اوتر (-۱۰۰/-۲۰۰/-۳۰۰) | چندمنظوره | ۱۹–۲۰       | ۳                  | ۱۹۶۶  | ۱۹۸۸        | ۸۴۴            | کانادا       | ۲۳۰        |
| دورنیه ۳۲۸                                             | توربوپراپ | ۳۰–۳۳       | ۳                  | ۱۹۹۳  | ۲۰۰۰        | ۲۱۷            | آلمان        | ۲۷         |
| داگلاس دی‌سی-۳                                          | توربوپراپ | ۳۲          | ۳                  | ۱۹۳۶  | ۱۹۴۲        | ۶۰۷            | ایالات متحده | ۳          |
| امبرائر ئی‌ام‌بی ۱۱۰ باندیرانته                          | چندمنظوره | ۱۵–۲۱       | ۳                  | ۱۹۷۳  | ۱۹۹۰        | ۵۰۱            | برزیل        | ۳۹         |
| امبرائر ئی‌ام‌بی ۱۲۰ برازیلیا                            | توربوپراپ | ۳۰          | ۳                  | ۱۹۸۵  | ۲۰۰۱        | ۳۵۴            | برزیل        | ۱۲۷        |
| خانواده امبرائر ئی‌آرجی                                 | جت        | ۳۷–۵۰       | ۳                  | ۱۹۹۷  | ۲۰۲۰        | ۱۲۱۳           | برزیل        | ۶۱۰        |
| فیرچایلد اسویرنگن مترولاینر                            | توربوپراپ | ۱۹          | ۲                  | ۱۹۷۲  | ۲۰۰۱        | ۶۰۰+           | ایالات متحده | ۲۲۰        |
| فیرچایلد دورنیه ۳۲۸جت                                  | جت        | ۳۰–۳۳       | ۳                  | ۱۹۹۹  | ۲۰۰۴        | ۱۱۰            | آلمان        | ۱۸         |
| فوکر ۱۰۰                                               | جت        | ۹۷–۱۲۲      | ۵                  | ۱۹۸۸  | ۱۹۹۷        | ۲۸۳            | هلند         | ۱۰۹        |
| فوکر ۵۰                                                | توربوپراپ | ۵۸          | ۴                  | ۱۹۸۷  | ۱۹۹۷        | ۲۱۳            | هلند         | ۱۰۵        |
| فوکر ۷۰                                                | جت        | ۷۲–۸۵       | ۵                  | ۱۹۹۴  | ۱۹۹۷        | ۴۸             | هلند         | ۳۵         |
| فوکر اف۲۷ فرندشیپ                                      | توربوپراپ | ۴۸–۵۶       | ۴                  | ۱۹۵۸  | ۱۹۸۷        | ۵۸۶            | هلند         | ۱۰         |
| جی‌ای‌اف نومد                                            | چندمنظوره | ۱۲          | ۲                  | ۱۹۷۵  | ۱۹۸۵        | ۱۷۲            | استرالیا     | ۲          |
| هاوکر سیدلی اچ‌اس ۷۴۸                                   | توربوپراپ | ۴۰–۵۸       | ۴                  | ۱۹۶۲  | ۱۹۸۸        | ۳۸۰            | بریتانیا     | ۱۵         |
| مک‌دانل داگلاس دی‌سی-۹                                   | جت        | ۸۰–۱۳۵      | ۵                  | ۱۹۶۵  | ۱۹۸۲        | ۹۷۶            | ایالات متحده | ۳۴         |
| ساب ۲۰۰۰                                               | توربوپراپ | ۵۰–۵۸       | ۳                  | ۱۹۹۴  | ۱۹۹۹        | ۶۳             | سوئد         | ۱۶         |
| ساب ۳۴۰                                                | توربوپراپ | ۳۴          | ۳                  | ۱۹۸۴  | ۱۹۹۹        | ۴۵۹            | سوئد         | ۲۳۰        |
| یاکوولف یاک-۴۰                                         | جت        | ۳۲          | ۴                  | ۱۹۶۸  | ۱۹۸۱        | ۱۰۱۱           | روسیه        | ۲۰         |
| یاکوولف یاک-۴۲                                         | جت        | ۱۰۴–۱۲۰     | ۶                  | ۱۹۸۰  | ۲۰۰۳        | ۱۸۵            | شوروی/روسیه  | ۲۸         |

## مورد کاربرد در گذشته
| هواپیما                  | نوع       | تعداد صندلی | صندلی‌ها در هر ردیف | معرفی | پایان تولید | تعداد تولیدشده | سازنده       |
| ------------------------ | --------- | ----------- | ------------------ | ----- | ----------- | -------------- | ------------ |
| آئروسپاسیال ان ۲۶۲       | چندمنظوره | ۲۳–۲۹       | ۳                  | ۱۹۶۴  | ۱۹۷۶        | ۱۱۰            | فرانسه       |
| Airspeed Ambassador      | چندمنظوره | ۶۰          | ۵                  | ۱۹۵۱  | ۱۹۵۳        | ۲۳             | بریتانیا     |
| آنتونوف-۲۸               | چندمنظوره | ۱۸          | ۳                  | ۱۹۸۶  | ۱۹۹۳        | ۱۹۱            | اوکراین      |
| برگه ۹۴۱                 | توربوپراپ | ۵۶          | ۴                  | ۱۹۶۷  | ۱۹۷۴        | ۶              | فرانسه       |
| دی هاویلند داو           | چندمنظوره | ۸           | ۲                  | ۱۹۴۶  | ۱۹۶۷        | ۵۴۲            | بریتانیا     |
| دی هاویلند هرون          | چندمنظوره | ۱۴          | ۲                  | ۱۹۵۰  | ۱۹۶۳        | ۱۵۰            | بریتانیا     |
| داگلاس دی‌سی-۱            | توربوپراپ | ۱۰          | ۱                  | ۱۹۳۳  | ۱۹۳۳        | ۱              | ایالات متحده |
| داگلاس دی‌سی-۲            | توربوپراپ | ۱۴          | ۲                  | ۱۹۳۴  | ۱۹۳۹        | ۱۹۸            | ایالات متحده |
| داگلاس دی‌سی-۴            | توربوپراپ | ۸۰          | ۴                  | ۱۹۴۲  | ۱۹۴۷        | ۸۰             | ایالات متحده |
| داگلاس دی‌سی-۵            | توربوپراپ | ۱۶–۲۲       | ۲                  | ۱۹۴۰  | ۱۹۴۹        | ۱۲             | ایالات متحده |
| داگلاس دی‌سی-۶            | توربوپراپ | ۲۰          | ۴                  | ۱۹۴۶  | ۱۹۵۸        | ۷۰۴            | ایالات متحده |
| داگلاس دی‌سی-۷            | توربوپراپ | ۳۰          | ۴                  | ۱۹۵۳  | ۱۹۵۸        | ۳۳۸            | ایالات متحده |
| فوکر اف۲۸ فلوشیپ         | جت        | ۵۵–۷۰       | ۵                  | ۱۹۶۹  | ۱۹۸۷        | ۲۴۱            | هلند         |
| Handley Page Dart Herald | توربوپراپ | ۴۷–۵۶       | ۴                  | ۱۹۶۱  | ۱۹۶۸        | ۵۰             | بریتانیا     |
| Handley Page streamjet   | چندمنظوره | ۱۶          | ۳                  | ۱۹۶۹  | ۱۹۷۵        | ۶۶             | بریتانیا     |
| آی‌ای‌آی آراوا             | چندمنظوره | ۲۰–۲۴       | ۴                  | ۱۹۷۲  | ۱۹۸۸        | ۸۰             | اسرائیل      |
| میتسوبیشی ام‌یو-۲         | چندمنظوره | ۴–۱۲        | ۲                  | ۱۹۶۳  | ۱۹۸۶        | ۷۰۴            | ژاپن         |
| NAMC YS-11               | توربوپراپ | ۶۴          | ۴                  | ۱۹۶۵  | ۱۹۷۴        | ۱۸۲            | ژاپن         |
| ساب ۹۰ اسکاندیا          | چندمنظوره | ۲۴–۳۲       | ۳                  | ۱۹۵۰  | ۱۹۵۴        | ۱۸             | سوئد         |
| شورت ۳۳۰                 | توربوپراپ | ۳۰          | ۳                  | ۱۹۷۶  | ۱۹۹۲        | ۱۲۵            | بریتانیا     |
| شورت ۳۶۰                 | توربوپراپ | ۳۶          | ۳                  | ۱۹۸۲  | ۱۹۹۱        | ۱۶۵            | بریتانیا     |
| Short SC.7 Skyvan        | چندمنظوره | ۱۹          | ۳                  | ۱۹۶۳  | ۱۹۸۶        | ۱۵۳            | بریتانیا     |
| وی‌اف‌دابلیو-فوکر ۶۱۴      | جت        | ۴۰–۴۴       | ۴                  | ۱۹۷۵  | ۱۹۷۷        | ۱۹             | آلمان        |